# Османска војска (1861—1922)
Османска војска је била војска Османског царства након што је земља реорганизована по модерним западноевропским линијама током периода модернизације Танзимата. Деловао је током опадања и распада царства, што се отприлике догодило између 1861. (иако неки извори датирају из 1842.) и 1918. године, краја Првог светског рата за Османлије. Кримски рат је био први ратни подухват у коме је учествовала савремена војска, која се показала као пристојна сила. Последња реорганизација догодила се током друге уставне ере.
Униформе модерне војске одражавале су војне униформе западноевропских земаља које су у то време биле главни саветници османске војске. Османска влада је размишљала о усвајању капа за главу у западном стилу за сво особље у војсци, али је фес био фаворизован јер је више одговарао положајима исламске ритуалне молитве. Униформа и дворска хаљина у француском стилу били су уобичајени током ране фазе Танзимата. После француског пораза у француско-пруском рату, османска влада је тражила друге узоре, па су униформе немачког и британског стила постале популарне. Током Првог светског рата, официрске униформе су углавном биле засноване на униформама немачких савезника Османлија.

## Оснивање
Прелазак са класичне војске (1451–1606) трајао је више од једног века и почео је неуспелим покушајима Селима III и Алемдар Мустафа-паше и настављен је кроз период од Османске војне реформе (1826–1858) и коначно окончане за време владавине Абдула Хамида. Већ 1880. Абдул Хамид је тражио немачку помоћ, коју је обезбедио две године касније, што је кулминирало именовањем потпуковника Ота Келера. Иако је консензус био да је Абдул Хамид фаворизовао модернизацију османске војске и професионализацију официрског кора, изгледа да је занемарио војску током последњих петнаест година своје владавине, о чему сведочи његово смањење војног буџета. Формирање модерне османске војске показало се спорим процесом са разним успонима и падовима.

### Модернизација царске османске војске и морнарице

#### 1842–1861
- Налик на униформу француске линијске пешадије
- Одећа чувара палате инспирисана Француском
- Османски војници, 1854.
- Османске и руске снаге током битке код Четате 1853-1854.
- Након битке код Четате
- Искрцавање османске војске у Еупаторији, 1855.

#### 1861–1896
- Подсећа на униформу царске немачке војске "дункелблау"
- Официр генералштаба у униформи царске немачке војске дункелблау
- Униформа инспирисана одећом војника Зуав у француској војсци
- "Дункелблау" униформе инспирисане немачком
- "Дункелблау"униформе инспирисане немачком
- "Дункелблау"униформе инспирисане немачком
- Немачка униформа "дункелблау" и униформа Зуава су инспирација за османске униформе модерне војске
- Личи на царску немачку поморску униформу
- Инспирисана царском немачком поморском униформом
- Ватрогасно особље носи немачку униформу "дункелблау" и варијанту феса која подсећа на немачки пикелхаубе (кацига са шиљком)
- Личи на пруску артиљеријску униформу
- Личи на пруску артиљеријску униформу
- Личи на пруску артиљеријску униформу
- Османска царска војска 1900

## Јединице
Пешадија је била окосница војске. Османска пешадија је била додељена да се инфилтрира у непријатељске линије и заштити освојену територију. Коњица је губила своју ефикасност крајем 19. и почетком 20. века. До краја царства постојале су три коњичке јединице, 1. коњичка дивизија, 2. коњичка дивизија и 3. коњичка дивизија. Ове јединице су биле наследнице коњичких формација Хамидије, које су расформиране 17. августа 1910. Ови нови пукови су формирани у седам коњичких бригада и три самостална пука. Били су састављени углавном од Курда, неких сеоских Османлија и повремено Јермена.
Хамидије је била прва обучена и организована курдска снага у оквиру османске војске, коју је створио османски султан Абдул Хамид II 1892. Направљена је по узору на Кавкаске козачке пукове (тј. Персијска козачка бригада) и имала је задатак да патролира на руско-османској граници. Упркос свом војном изгледу, организацији и потенцијалу, Хамидије ни на који начин није била међуплеменска сила. Коњици су брзо открили да им се може судити само преко војног суда и били су имуни на цивилну управу. Схвативши свој имунитет, претворили су своје снаге у „легализоване разбојничке бригаде“ док су крали жито, жали њиве, терали стада и отворено крали од трговаца.
Године 1908, након свргавања султана, Хамидијска коњица је распуштена као организована снага, али, како су биле „племенске снаге” пре званичног признања, остале су као „племенске снаге” након распарчавања. Коњица Хамидије је описана као војно разочарење и неуспех због њеног доприноса племенским сукобима. Одлука о распуштању донета је након револуције 1908. и све јединице су се вратиле својим племенима до 17. августа 1910. У војном смислу, османски генералштаб је изјавио да је војна дисциплина конвенционалног стила увек била проблем са овим јединицама. Замениле су их резервне коњичке формације.
После Балканских ратова, османске војске су почеле да распоређују брзометне топове. Артиљерија је почела да добија на значају и доминира на бојном пољу.
Османски инжењери су имали и офанзивне и одбрамбене функције. Уклонили су физичке препреке које је створио непријатељ, поправили оштећене мостове и објекте, изградили мостове и другу инфраструктуру за омогућавање пешадијских операција. Од инжењера се такође очекивало да стварају препреке током повлачења и да руше инфраструктуру коју би непријатељ могао користити. Сваки корпус је имао инжењеријски батаљон, а свака дивизија инжињеријску чету.
Комуникациони огранак је основан 1882. године. Њен назив је био „телеграфски батаљон“, а главна функција му је била управљање телеграфима. Године 1910. телефон је додат својим функцијама. Године 1911. јединици су додате бежичне станице. Директна линија између Измира и Дернеа успостављена је први пут 1911. године, током италијанско-турског рата. Почевши од 1912. са Балканским ратовима, свака јединица на нивоу корпуса имала је „телеграфски батаљон“.
Медицинска грана нема тачан датум настанка. Током 1908. године, другог уставног периода, у њену структуру улазили су лекари, хирурги, ветеринари, фармацеути, зубари, хемичари, раниоци и медицинске сестре. Организовао их је Здравствени одсек Министарства војног.
Од раних дана османске војске, сваки пук је имао свој оркестар. Године 1908, током другог уставног периода, у престоници је било 35 војних оркестара. Свака војска је имала два оркестра. „Империјални оркестар“ се састојао од 90 музичара. 

### Паравојне јединице
Османска жандармерија је била јединица која је упућена на полицијске дужности међу цивилно становништво. Жандармерија је била паравојна јединица јер није била укључена у састав формалних оружаних снага државе. Основана је 1903. године и организована у оквиру пешадијске жандармерије и коњичке жандармерије. Јединице су биле мале, а пук је био највећи. Распоређени су по административним јединицама под Валисом. Њихов број се мењао са безбедносним потребама. Историјски гледано, постојала је Жандармерија која је обављала исте функције и пре 1903. Пошто се термин Жандармерија налазио само у Декретима о распоређивању објављени у годинама након Гулханског едикта из 1839. године, претпоставља се да је Жандармеријска организација основана након те године, али тачан датум 'основања јединице' није тај датум. Постоји и приручник који је усвојен 14. јуна 1869. године и прихваћен је као темељ организације. После руско-турског рата 1877–1878, османски велики везир Мехмед Саид-паша одлучио је да оснује модерну организацију за спровођење закона, па је за тај задатак формирана војна мисија. После Младотурске револуције 1908. Жандармерија је постигла велике успехе, посебно у Румелији.
Године 1909. Жандармерија је придружена Министарству рата и њен назив је промењен у Генерална команда Жандармерије. Током Првог светског рата, посебно након битке код Сарикамиша, јединице Жандармерије су прешле у надлежност Министарства рата у борбену грану. Ова промена их је ефективно учинила борбеним јединицама.

## Организација
После друге уставне ере, 1908. године, османски генералштаб је објавио „Уредбу о војном уређењу“. Усвојен је 9. јула 1910. Команде војске замењене су „војним инспекторатима“ чији су главни задатак били обука и мобилизација. Војска је требало да се састоји из три дела: редовне војске, резервне војске и домобрана. Успостављен је концепт „корпуса“. Резервне дивизије требало је спојити у резервне корпусе и дати им артиљеријске јединице. Јединице редовне војске регрутовале би војнике преко извора војног инспектората коме су припадали. Снаге османске војске биле су на највишим ешалонима њене структуре чинова. За разлику од Британаца или Немаца, Османлије нису имале дугогодишњи корпус професионалних подофицира, што је била њихова најслабија тачка.
Пешадијска дивизија је требало да буде састављена од три пешадијска пука: батаљона стрелаца, пука пољске артиљерије и армијске групе. Дивизије су имале оперативно, обавештајно, судско, снабдевачко, санитетско и ветеринарско одељење.
Корпус је био састављен од три дивизије и других помоћних јединица. Имали су оперативне, кадровске, судске, набавне, секретаријатске, ветеринарске, документационе, артиљеријске, инжињеријске и поштанске дивизије. Корпус се састоји од 41.000 војника и 6.700 животиња. Током овог периода, не по хронолошком реду, формирани су корпуси: I, II, III, IV, V, VI, VII, VIII, IX, X, XI, XII, XIII, XIV, XV, XVI, XVII, XVIII, XIX, XX, XXI, XXII, XXV, област Ирака, Халил, I Каф, II Каф, Хиџаз.
Утврђене зоне су имале иста одељења дивизија. Додали су документацију, артиљерију, инжењеринг, комуникације и пројекторе за рефлекторе. Током овог периода утврђене зоне су Дарданели, Босфор, Чаталђа, Хадријанопољ, Смирна, Ерзурум и Карс.
Штаб армије је имао одељења на нивоу корпуса, као и пешадијско одељење, коњичко одељење и одељење теренске жандармерије.
- 1. армија је формирана 6. септембра 1843. године.[7]
- 2. армија је првобитно формирана 1873. године.
- 3. армија је првобитно формирана на Балкану, а штаб је био у Солуну.
- 4. армија је првобитно формирана у Анадолији.
- 5. армија је формирана 24. марта 1915. и додељена јој је одговорност за одбрану мореуза Дарданеле у Првом светском рату.
- 6. армија је формирана 1877. године и била је стационирана у Багдаду.
- 7. армија је формирана 1877. године и била је стационирана у Јемену.
- 8. армија је формирана током Првог светског рата.
- 9. армија је формирана током Првог светског рата.

Група армија се развила крајем Првог светског рата. Конфликти су исцрпили јединице армије, тако да су групе армија коришћене да надокнаде изгубљене јединице и да оставе функционишу. У августу 1917. основана је Кавкаска армијска група. Било је то уједињење Друге и Треће армије. Јула 1917. основана је Јилдирим армијска група. Било је то уједињење Шесте и Седме армије. У јуну 1918. основана је Источна армијска група. Јединица је била састављена од свега што је преостало из Групе армија Кавказа уједињене под Трећом и Деветом армијом.
Генералштаб је био група официра која је била одговорна за административне, оперативне и логистичке потребе војске. Генералштаб је испуњавао класичне штабне дужности које су тада користиле све велике европске силе, а у њему су били обучени генералштабни официри, који су бирани и обучавани у штабним процедурама на Ратној академији у Цариграду. По завршетку Ратне академије, дипломци су напредовали у разредима у односу на своје недипломиране савременике и одмах распоређени на кључна места у војсци. Штаб је био под надзором начелника штаба и био је састављен од разних дивизија, специјализованих за различите војне области. Најутицајнија штабна дивизија била је Оперативна дивизија. Штаб је обезбеђивао двосмерни проток информација између старешине и потчињених јединица.
У османској војсци, штабни официри на свим нивоима били су борци, у поређењу са другим војскама које су ангажовале особље за специфичне задатке који нису били борци. Пре друге уставне ере, султан и његови високи штабни официри обављали су главно планирање и делатност Министарства војног, које је основано 1826. За то време, Генералштаб је био одељење у оквиру Министарства рата. Вршила је регрутацију, резерве, судство и штампање војних карата. Ахмед Изет-паша, који је 15. августа 1908. постао начелник генералштаба, био је свестан хитне потребе да се ова институција реформише. Рад Ахмед Изет-паше дао је добре резултате и успео је да обезбеди бољу и много ефикаснију структуру Генералштаба. Почетком Балканских ратова Главни штаб је подељен на седам одељења. Формирао је штаб Назим-паше, вршиоца дужности главног команданта. Када је рат изгубљен, биле су потребне даље промене. Они су дошли са Енвер-пашом, који је 3. јануара 1914. заменио Ахмед Изет-пашу и као министар рата и као начелник генералштаба. Током светског рата османски генералштаб је имао седам одељења: оперативно, обавештајно, железничко, просветно, војноисторијско, кадровско и документационо.
Одржавање силе је направљено по узору на немачку организациону архитектуру. Немачка организација је дизајнирана да делује у пријатељским позадинским подручјима. Ни османски ни немачки системи нису били попуњени нити опремљени да раде много више од координације логистике и транспорта. Историја транспорта почиње са Првим светским ратом. Османски логистички систем Првог светског рата био је цевовод који је премештао људе и залихе из позадинских области у предње станице и даљу дистрибуцију корпусима на фронту и пешадијским дивизијама. 279 официра, 119 лекара и 12.279 мушкараца је додељено на почетку, али до 14. априла 1915. мало њих је било на располагању за обезбеђење пунктова или подручја. Под тешком побуном, створене су „заштићене логистичке области“ и за конвоје и за фиксне објекте као што су болнице и магазини. Идеја о заштићеним логистичким подручјима пренета је из османске класичне армије. Када су уцртане на мапу, заштићена логистичка подручја су давала пунктове тешке побуне. Они су успостављени дуж коридора Сивас-Ерзурум, који је носио највећи део залиха Треће армије и дуж коридора Трабзон-Ерзурум, који је носио капацитет армијског магацина.
Слаба путна мрежа у области Треће армије брзо је пропадала 1914. Свака покрајина је имала цивилне путаре и они нису били довољни за одржавање путева за све временске прилике. Борбене јединице не би издржале више од пар дана без логистичке подршке. Повећане потребе захтевале су од војске да изгради своје радне службе, које су пренеле ресурсе из додељених јединица у борбу за одржавање фронта. Током Првог светског рата, европске војске су имале десет логистичких лица за једног борца. Османске радне службе биле су неборци, па су биле ненаоружане, као и у другим војскама. Османска војска је 1914. имала само шест батаљона радне снаге. Године 1915. они су реорганизовани и проширени на 30 батаљона од којих је 11 било распоређено на коридору Ерзинцан-Ерзурум-Хасанкале-Тортум. Године 1915. радни батаљони су били суштински и апсолутни услов за функцију Треће армије. Потрошња је истрошила борбене батаљоне, али Први светски рат је такође био тежак за неборачке јединице. Током 1916. године, на врхунцу руског напредовања, на мети су били радни батаљони. У лето 1916. преживелих 28 радних батаљона реорганизовано је у 17 батаљона пуне снаге.
Генералштаб је организован под начелником Генералштаба.
- Ахмед Изет-паша од 15. августа 1908. до 1. јануара 1914.
- Енвер паша од 3. јануара 1914. до 4. октобра 1918.
- Ахмед Изет-паша 4. октобра 1918. до 3. новембра 1918. године
- Чеват-паша од 3. новембра 1918. до 24. децембра 1918.
- Февзи-паша од 24. децембра 1918. до 14. маја 1919.
- Ћеват-паша од 14. маја 1919. до 2. августа 1919. године
- Хади-паша од 2. августа 1919. до 12. септембра 1919. године
- Фуад-паша од 12. септембра 1919. до 9. октобра 1919.
- Ћеват-паша од 9. октобра 1919. до 16. фебруара 1920. године
- Шевкет Тургут-паша од 16. фебруара 1920. до 19. априла 1920.
- Назиф-паша од 19. априла 1920. до 2. маја 1920. године
- Хади-паша од 2. маја 1920. до 19. маја 1920. године

Врхунац oсманске војне структуре било је Министарство рата, које је основано 1826. године и неколико пута се трансформисало током османских војних реформи. У оквиру министарства су постојале службе за набавку, борбено наоружање, мирнодопске војне послове, мобилизацију и унапређења.
Специјална организација је била јединица специјалних снага основана 1913. године. Била је то организација осмишљена да успостави побуну и функционише као обавештајна служба. Подстицање побуне, вршење шпијунаже у страним земљама и контрашпијунажа унутар Османског царства била је његова функција између 1913. и 1918. године. Институционално порекло, разлог наведен у стратешком документу, био је везан за незадовољавајући резултат Првог балканског рата. Њен циљ је био опоравак Једрена. Ова војна организација није имала преседан у османској историји а настала је директно на основу искуства против побуњеника из Македоније и герилског искуства из Либије са шачицом османских официра. Разлика између тајне службе Абдула Хамида II била је у томе што је била директно повезана са њим и није имала оперативну функцију. Постоји контроверза о спаљеним обавештајним документима специјалних снага, које историчар Шо ставља у 1914. годину. Тог дана Енвер-паша је постао министар рата и уништио Абдул Хамидову евиденцију и вероватно обавештајне податке о њему. Први оператер на терену био је Сулејман Аскери, који је преузео прву мисију и успоставио структуру терена. Не постоје стварни докази који подржавају било какве тврдње о двострукој структури (операција са политичким и војним циљевима). Подуправу организације чинили су Атиф Камчил, Азиз Беј, др Бахаедин Шакир и др Назим Беј. Особље је било организовано у четири одељења: Европску секцију коју је предводио Ариф Беј, Кавкаску секцију на челу са капетаном Резом. Бег, одсек за Африку и Либију на челу са Хусеин Тосун бегом и одсек за источне провинције на челу са др Сакиром и Рујени бегом. Седиште је било у Истанбулу.
Ратни савет је био при Војном министарству. Основан од стране високих штабних официра током рата, на челу савета је био султан. После 1908. Министарство војно је ушло у састав Царске владе. Године 1908. високи штабни официри Министарства рата прешли су у Ратни савет. Ратни савет је укинут када је Енвер-паша постао министар рата. Султанова група високих штабних официра прећутно је уклоњена са контроле. У свом коначном облику, Министарство војно је било део цивилне структуре, која је Генералштаб препустила војној установи.
Титуларни врховни командант османских војних снага био је султан Мехмед V. Министар војни је обављао улогу команданта војних снага. Током рата, министар војни је био генерални командант османске војске.

## Људство
Модерна војска је поједноставила структуру чинова, али је систем чинова остао веома сложен.
На почетку друге уставне ере 1908. године, постојали су 58-годишњи поручници, 65-годишњи капетани и 80-годишњи мајори. Године 1909. постављене су старосне границе реформације (41 за поручнике, 46 за капетане, 52 за мајоре, 55 за потпуковнике, 58 за пуковнике, 60 за бригадне генерале, 65 за генерале и 68 за фелдмаршале).

### Официри
| Војни чинови           | Војни чинови           |
| ---------------------- | ---------------------- |
| Османски чинови        | Западњачки еквиваленти |
| Официр                 |                        |
| Мушир                  | Фелдмаршал             |
| Биринчи ферик (Сердар) | Генерал                |
| Ферик                  | Генерал поручник       |
| Мирлива                | Генерал-мајор          |
| Миралај                | Бригадир               |
| Кајмакам               | Пуковник               |
| Бинбаши                | Потпуковник            |
| Колагаши               | Мајор                  |
| Јузбаши                | Капетан                |
| Мулазим Евел           | Први поручник          |
| Мулазим Сани           | Други поручник         |

Године 1908. дужина активне службе је одређена на две године за пешадију, три године за остале родове војске и пет година за морнарицу. Током светског рата, они су углавном остали само у теорији.
| Војни чинови    | Војни чинови           |
| --------------- | ---------------------- |
| Османски чинови | Западњачки еквиваленти |
| Подофицири      |                        |
| Чавуш           | Млађи водник           |
| Онбаши          | Каплар                 |
| Војници         |                        |
| Нефер           | Војник                 |

- Униформа сераскера, највиши војни чин Османског царства
- Армијски генерал Мехмед Шакир-паша
- Регрутовани поморски кадет Фуат Хусну Кајачан
- Морнаричка униформа (на слици Хусеиин Хусну-паша)
- Адмирал Хасан Рами-паша
- Морнаричке униформе
- Парадне и теренске униформе, 1914
- Парадне и теренске униформе, 1914

### Обука и школовање
У османској војсци, официри који су прошли обуку везану за њихову специфичну војно-професионалну специјалност или функцију у војсци називали су се мектепли (образовани) официри. Било је и официра који нису прошли обуку, али су стављени у чинове у одређеним временским периодима. Ови официри су се звали алајли. Османско царство је покушало да алајли замени мектепли официрима, јер су већина официра били алејли. Принчеви (по рођењу) и важни државници (по положају) сматрани су официрима иако нису прошли војну обуку нити су радили кроз чинове. Такође је тачно да су официри могли имати обуку за руковођење (везири, гувернери, итд.) и генералне менаџере (медицина, инжењеринг, итд.).
Академију су 1834. године формирали Мехмед Намик-паша и маршал Ахмед Февзи-паша као Ратну школу, а прва класа официра је дипломирала 1841. Њено формирање је било део војних реформи у држави пошто је препознала потребу за образованијим официрима за модернизацију своје војске. Висока школа османских оружаних снага основана је 1848. Преименована је у Високу школу оружаних снага 1964. године.
У циљу школовања штабних официра по истом систему као и европске армије, у Ратној академији 1848. године створене су 3. и 4. година под називом Генералштабни курсеви „Царске ратне школе војних наука“. За првог је постављен Абдул Керим-паша. У склопу напора на реорганизацији османске војске 1866. године уведени су нови аранжмани за Високу штабну школу и друге војне школе. Овим аранжманима генералштабна обука је продужена на три године и уз додатне војне курсеве а посебан акценат је стављен на вежбе и практичну обуку. Иако се у почетку сматрало да су штабни официри део потпуно другачије војне гране, након 1867. године уведени су нови програми за обуку штабних официра за родове попут пешадије, коњице и артиљерије. Године 1899. развијен је нови систем по принципу да би на Генералштабним курсевима требало да се обучава више официра са вишим војним образовањем поред обуке штабних официра. По овом правилу, већи број официра Војске ратне академије примљен је у Штабну школу. Овај процес се наставио све до 1908. Након проглашења Другог уставног периода, структура Високе школе је преуређена новом Уредбом о Високој штабној школи од 4. августа 1909. Нова ознака, „Генералноштабна школа“, донета је у октобру. Са Генералштабном школом, пракса директног преласка са Војне ратне академије на Штабни колеџ је укинута и за пријем на Штабну школу сада је било потребно две године теренске службе након Војне ратне академије. Након тога, официри су подвргнути испитима, а они који су положили испит примани су на факултет као кандидати за штабне официре. Након савезничке окупације Цариграда 16. марта 1920. године, победници у Првом светском рату распустили су војне школе; ипак, Штабни колеџ је успео да настави са својим активностима до априла 1921. у Шериф-пашином двору у Тешвикију, у Константинопољу, где је премештен 28. јануара 1919. Након што су сви инструктори и студенти отишли у Анадолију да се прикључе националном рату за независност, Установа је затворена.

### Мисије
Француски војни систем је коришћен пре него што је развијена модерна османска војска. После пораза од Русије у рату 1877–1878, османски реформски процес је започео темељном ревизијом: немачки војни систем заменио је француски. Прва немачка војна мисија стигла је у Капитол 1882. На челу ње је био коњички официр по имену Келер, који је постављен за ађутанта. На прелазу из 1914. године биле су активне три војне мисије. То су британска поморска мисија коју је водио адмирал Артур Лимпус, француска жандармска мисија коју је предводио генерал Мујен и немачка војна мисија коју је водио Колмар фон дер Голц.
Британски војни саветници, који су углавном били поморски, имали су мањи утицај на османску морнарицу. Британска поморска мисија основана је 1912. под адмиралом Артуром Лимпусом. Опозван је у септембру 1914. због све веће забринутости да ће Британија ускоро ући у рат. Мисију реорганизације османске морнарице преузео је контраадмирал Вилхелм Сушон из Царске немачке морнарице. Занимљиво је да су османски бродови били офарбани истим бојама као и бродови Краљевске морнарице, а ознаке официра одражавале су оне британске. Британску поморску мисију предводили су: Даглас Гембл, Хју Пигот Вилијамс и Артур Лимпус.
Француски војни саветници били су веома ефикасни. Новонастале ваздухопловне снаге су покренуте 1912. године, а њихова историја је започела под отоманским авијацијским ескадрилама. У склопу француске војне мисије била је окупљање локалне жандармерије. Француску жандармску мисију предводио је генерал Мујен.
Немачка војна мисија је постала трећи најважнији командни центар (султан, министар војни, шеф мисије) за Османску војску. Немачка мисија је била акредитована од 27. октобра 1913. до 1918. Генерал Ото Лиман фон Сандерс, претходно командант 22. дивизије, био је додељен од стране Кајзера у Цариград. Немачка је сматрала да је османско-руски рат неизбежан, а Лиман фон Сандерс је био генерал са одличним знањем о руским оружаним снагама. Османско царство је било неодлучно на коју страну да стане у будућем рату који укључује Немачку, Британију и Француску. У 9. члану Немачке војне мисије стајало је да ће у случају рата уговор бити поништен. Немачка војна мисија је временом постала најважнија међу војним мисијама. Историја немачко-османских војних односа сеже до 1880-их година. Велики везир Саид Халим-паша и министар рата Ахмед Изет-паша били су кључни у развоју почетних односа. Кајзер Вилхелм II наредио је на де Голцу да се успостави прва немачка мисија. Генерал Голц је служио два периода у року од две године. Почетком 1914. османски министар рата био је бивши војни аташе у Берлину Енвер-паша. Отприлике у исто време, генерал Ото Лиман фон Сандерс, именован је за команду немачке 1. армије, највеће на европској страни.
Х. Г. Двајт је испричао како је био сведок османске војне сахране у Цариграду и сликао је. Двајт каже да су војници били из свих нација (сваке етничке припадности), па су се разликовали само по вери, у групама „муслимана“ и „хришћана“. Двајт је рекао: Остао је један официр, који је копачима гробова и гледаоцима одржао говор дирљиве једноставности. „Браћо“, рекао је, „Овде су људи свих народа – Турци, Албанци, Грци, Бугари, Јевреји; али су погинули заједно, истог дана, борећи се под истом заставом. И међу нама су људи свих нација, и мухамеданске и хришћанске, али имамо и једну заставу и молимо се једном Богу. Сада ћу да направим молитву, и када се молим нека се свако од вас моли и на свом језику, на свој начин.

### Опрема и оружје
Султан Абдул Хамид II постао је свестан потребе обнављања наоружања војске крајем 19. века, када је европска индустрија наоружања брзо напредовала у технологији. Османска војска је имала нискоефикасно, застарело оружје. Абдул Хамид је уклонио стари систем, али је развијена само мала индустрија муниције. Као последица тога, османска војска се ослањала на увоз и донације својих савезника за оружје и опрему. Ситуација је побољшана декретом од 3. јула 1910. који је укључивао буџет за оружје и муницију.
Генерал Видинли Тевфик-паша је послат у Немачку да анализира, одабере и купи пушке Маузер. Уместо понуђених пушака (Маузер М1890), Османлије су купиле Маузер М1893 и М1903 у калибру 7,65 мм. Када је 1908. обновљена уставна власт, османска војска је углавном имала основне пушке, са само неколико брзометних. Османска војска није имала митраљеске јединице све до почетка 1910. године (због промена спроведених 3. јула 1910.). Доступни су коришћени на ратним бродовима и за обалску одбрану. Неколико митраљеза су били сви Максим. У наредним годинама додато је само неколико Hotchkiss M1909 Benét–Mercié и Schwarzlose МГ М.07/12. Године 1914, официри су углавном имали Browning М1903, Маузер C96 и, у извесној количини, Beholla пиштоље, Фромер Стоп пиштоље, Luger, и Смит и Весон модел 3.

### Позиције јединица
Године 1908. Прва армија је била у Цариграду и на Босфору, а било је јединица и у Европи и Малој Азији. Прва армија је имала и инспекцијске функције за четири резервне дивизије. У Адријанопољу је основан штаб Друге армије, њено оперативно подручје обухватало је Тракију и Дарданеле, а имала је јединице у Европи и Малој Азији. Друга армија је имала и инспекцијске функције за шест резервних дивизија и једну бригаду. Оперативна област Треће армије обухватала је Западну Румелију, и имала је јединице у Европи (посебно Албанији, Косову и Македонији) и једну у Ајдину (у Малој Азији); трећа армија је имала инспекторске функције за дванаест резервних дивизија. Нова оперативна област Четврте армије била је Кавказ и њене бројне трупе су биле раштркане дуж границе како би држале на оку Руско царство; четврта армија је имала функције инспектора за четири резервне дивизије.
Званично, 1909. године ефективна мирнодопска снага армије процењена је на 700.620, од чега 583.200 пешака, 55.300 коњаника и 54.720 артиљерије. Постојале су 174 пољске и 22 брдске батерије. Од тога је укупна активна армија (260.000) садржала 320 батаљона пешадије, 203 ескадрона коњице и 248 6-оружних батерија артиљерије. У резерви (120.000) било је 374 батаљона пешадије, 666 допунских и непотпуних батаљона и 48 коњичких ескадрона.
Године 1910. царство је подељено на седам округа армијских корпуса. То су били Истанбул, Једрене, Измир, Ерзинџан, Дамаск, Багдад и Сана. Постојале су и две самосталне дивизије, Медина и Триполи, и један број дивизија, од којих се свака састојала од три пука, девет батаљона и батаљона за обуку.
Војна реформа из 1909. укључивала је стварање штаба на нивоу корпуса. Године 1911, Прва армија је имала штаб у Харбијеу (кварт у Шишлију) а Друга армија је имала штаб у Солуну и била је одговорна за Балкан и контролу над снагама у Сирији и Палестини; имала је и први од два инспектората. Штаб Треће армије био је у Ерзинџану, а штаб Пете армије у Багдаду.
Године 1912. Прва армија је била у Тракији, Друга армија на Балкану, Трећа армија на Кавказу, Четврта армија у Месопотамији, VIII корпус у Сирији, а XIV корпус у Арабији и Јемену.
Године 1913. положаји снага остали су исти, али је првобитна Прва армија деградирала током Првих балканских ратова.
Пре него што је Османско царство ушло у Први светски рат, четири армије су поделиле своје снаге у корпусе и дивизије тако да је свака дивизија имала три пешадијска пука и артиљеријски пук. Главне јединице биле су Прва армија са петнаест дивизија; Друга армија (са штабом у Алепу и командује два корпуса састављена од две дивизије) са 4 дивизије плус самостална пешадијска дивизија са три пешадијска пука и артиљеријском бригадом; Трећа армија са девет дивизија, четири самостална пешадијска пука и четири самостална коњичка пука (племенске јединице); и Четврта армија са четири дивизије. Резервни систем је укинут, тако да је план био да резервни војници попуњавају активне јединице, а не посебне јединице. У августу 1914, од 36 организованих пешадијских дивизија, четрнаест је основано од нуле и у суштини су биле нове дивизије. За врло кратко време, осам од ових новорегрутованих дивизија прошло је кроз велику прераспоређивање. До новембра 1914. Друга армија је премештена у Истанбул и командовала је V и VI корпусом, сваки састављен од три дивизије. Османски план концентрације пребацио је главне снаге у европску Тракију и успоставио одбрану мореуза. У овом крају су се налазиле Прва и Друга армија. Трећа армија је набавила нове залихе за зимски напад. Снаге у Палестини (VIII корпус) замењене су војском у Месопотамији.
Дана 24. марта 1915. и 5. септембра 1915. основане су 5. и 6. армија. Фебруара 1915. године извршена је реорганизација одбране теснаца. Друга армија је имала одговорност за јужну и источну обалу. Касније је обезбедио трупе за појачање људи који су се борили на полуострву Галипоље, али иначе није играо даљу улогу.
У марту 1916. донета је одлука да се Друга армија упути у поход на Кавказ. Другу армију су чинили ветерани Галипољског похода као и две нове дивизије. Због лошег стања османске железничке мреже, било је потребно доста времена за померање снага.
Дана 12. августа 1917. и 2. октобра 1917. основане су 7. односно 8. армија. Друга армија је деактивирана 4. фебруара 1918. године. Касније је поново активиран и командовао је трупама позадинског подручја, укључујући радне јединице у Анадолији.